# Hervé Regout
Hervé Regout (ur. 4 listopada 1952 roku w Liège) – belgijski kierowca wyścigowy.

## Kariera
Regout rozpoczął międzynarodową karierę w wyścigach samochodowych w 1975 roku od startów w Brytyjskiej Formule 3 BARC, Włoskiej Formule 3 oraz Brands Hatch Polydor Records Trophy. Jedynie w edycji brytyjskiej zdobywał punkty. Z dorobkiem ośmiu punktów uplasował się tam na dwunastej pozycji w klasyfikacji generalnej. W późniejszych latach pojawiał się także w stawce Europejskiej Formuły 3, Brytyjskiej Formuły 1, World Challenge for Endurance Drivers, Europejskiej Formuły 2, World Championship for Drivers and Makes, FIA World Endurance Championship, European Endurance Championship, World Sports-Prototype Championship, World Touring Car Championship, 24-godzinnego wyścigu Le Mans, IMSA Camel GTO, Firestone Indy Lights Championship, Formula X European Endurance Series, Grand Prix Masters oraz Group C Racing.
W Europejskiej Formule 2 Belg wystartował w sezonie 1981, jednak w jedynym wyścigu nie zdołał zdobyć punktów.